# Hulhudhoo (Baa-atol)
Hulhudhoo is een van de onbewoonde eilanden van het Baa-atol behorende tot de Maldiven.